# Cyclosorus quadrangularis
Cyclosorus quadrangularis är en kärrbräkenväxtart som först beskrevs av Fée, och fick sitt nu gällande namn av Tard. Cyclosorus quadrangularis ingår i släktet Cyclosorus och familjen Thelypteridaceae.

## Underarter
Arten delas in i följande underarter:
- C. q. inconstans
- C. q. versicolor